# Monika Hildbrand
Monika Hildbrand-Egli (* 9. Oktober 1952 in Emmenbrücke) ist eine Schweizer Jodlerin und Sängerin von volkstümlichen Liedern und Schlagern.

## Leben
Hildbrand wuchs in einer musikalischen Familie auf. Schon als Kind liebte sie den Gesang und lernte im Alter von zehn Jahren Gitarre. Sie begann, sich damit selbst zu begleiten und machte an Familienanlässen ihre ersten kleinen Bühnenerfahrungen.
Im Jahr 1973, nach Sprachaufenthalten in Florenz und London, wurde sie zufällig mit dem Jodeln konfrontiert. Sie begeisterte sich rasch dafür und begann es autodidaktisch ab Tonträgern zu lernen. 1974 wurde sie vom Schweizer Bandleader und Hotelier Joe (Julius) Schmid, dem Bruder der Geschwister Schmid, entdeckt.
Danach trat sie regelmäßig mit Live-Gesang und -Jodel auf der Showbühne von Schmids Hotel-Restaurant „Kindli“ in Zürich vor internationalem Publikum auf. In den ersten Jahren genoss sie Jodelunterricht bei Klärli Schmid (Geschwister Schmid). Bei der Opernsängerin May Steinhoff studierte sie drei Jahre Stimm- und Gesangstechnik.
Mit der Bigband von Joe und Willy Schmid absolvierte Monika von 1975 bis 1993 viele Gala-Auftritte außerhalb des „Kindli“ im In- und Ausland – von Deutschland bis Kenia. Als Solojodlerin trat sie u. a. in Amerika, Thailand, Spanien und Italien auf.
Dreimal qualifizierte sich Monika für den Grand Prix der Volksmusik von SRG, ZDF und ORF. 1991 und 1992 schaffte sie es in die Final-Sendungen. 1991 belegte sie Platz 11 mit dem Lied Ja, das isch traumhaft, 1992 den 14. Platz mit Lied Wir haben alle unsere Fehler. Es folgten viele weitere TV- und Radioauftritte.
Hildbrand veröffentlichte bis 2014 fünf Langspielplatten/CDs, gesanglich ist sie auf vielen weiteren Tonträgern zu hören. Zu verschiedenen Kompositionen hat sie die Texte geschrieben. Für ihre Produktion „Schwiizer Wunschkonzert“ wurde ihr und ihrem Produzenten Carlo Brunner 1982 eine Goldene Schallplatte (damals 25'000 verkaufte Tonträger) verliehen.
2015 und 2016 sang, jodelte und spielte Monika Hildbrand in über 130 ausverkauften Vorstellungen im Zürcher Bernhard-Theater, im musikalischen Schweizer Lustspiel „Stägeli uf, Stägeli ab“ der spock produktion von Erich Vock und Hubert Spiess.
Im November und Dezember 2021 sang, jodelte und spielte Monika als Spezialgast im „Nightmär-chen 'Urmel aus dem Eis'“ von Erich Vock und Hubert Spiess im Zürcher Theater am Hechtplatz.

## Diskografie
- 1977: S' Bireböimli / Jede Mänsch Hät Syni Sorge
- 1980: En Jodelstruss
- 1982: Schwiizer Wunschkonzert
- 1984: Jodelfreud
- 1992: Jo, das isch traumhaft
- 2011: Jodel und Evergreens, alpenländisch Musikproduktionen
- 2016: Stägeli uf - Stägeli ab
- 2022: Jodel Cha-Cha, CH MUSIX[7]